# Clavispora
Clavispora är ett släkte av svampar. Clavispora ingår i familjen Metschnikowiaceae, ordningen Saccharomycetales, klassen Saccharomycetes, divisionen sporsäcksvampar och riket svampar.
| Clavispora | \| \| Clavispora lusitaniae \| \| \| \| \| \| Clavispora opuntiae \| \| \| \| \| \| Clavispora reshetovae \| \| \| \| |
|            | \| \| Clavispora lusitaniae \| \| \| \| \| \| Clavispora opuntiae \| \| \| \| \| \| Clavispora reshetovae \| \| \| \| |
|            | Metschnikowia |
|            | |
|            | Clavispora lusitaniae                                                                                                 |
|            | |
|            | Clavispora opuntiae                                                                                                   |
|            | |
|            | Clavispora reshetovae                                                                                                 |
|            | |

|  | Clavispora lusitaniae |
|  |                       |
|  | Clavispora opuntiae   |
|  |                       |
|  | Clavispora reshetovae |
|  |                       |